# Joan Hackett
Joan Hackett, all'anagrafe Joan Ann Hackett (New York, 1º marzo 1934 – Encino, 8 ottobre 1983), è stata un'attrice statunitense.

## Biografia
Di padre irlandese e di madre italiana, iniziò la carriera come fotomodella e nel 1952 apparve sulla copertina della rivista Harper's Junior Bazaar, che le valse l'attenzione dei produttori cinematografici. La 20th Century Fox le offrì un contratto di sette anni ma la Hackett si rifiutò di sottoscriverlo e rimase a New York per studiare recitazione con Lee Strasberg all'Actor's Studio.
Nel 1959 debuttò sia in televisione che sui palcoscenici di Broadway, dove recitò in un allestimento di Molto rumore per nulla diretto e interpretato da John Gielgud e ottenne un grande successo personale nel 1961 con la commedia Call Me by My Rightful Name, che le fece ottenere due premi teatrali.
Pur restando un'interprete prettamente teatrale e televisiva, la Hackett ebbe buone opportunità anche dal cinema, dove rivelò talento tanto nei film comici quanto in quelli drammatici, grazie alla sua voce caratteristica e profonda e alla sua vivace gestualità. Tra i suoi ruoli migliori, quello di Dottie, la debuttante nel film Il gruppo (1966) di Sidney Lumet, quello di Catherine Allen nel western Costretto ad uccidere (1968), e quello di Toby, la migliore amica della protagonista Georgia Hines (Marsha Mason) in Solo quando rido (1981), ruolo che le valse il Golden Globe per la migliore attrice non protagonista e una candidatura al Premio Oscar alla migliore attrice non protagonista.
Morì di tumore nel 1983.

## Filmografia parziale

### Cinema
- Il gruppo (The Group), regia di Sidney Lumet (1966)
- Costretto ad uccidere (Will Penny), regia di Tom Gries (1968)
- Mandato di uccidere (Assignment to Kill), regia di Sheldon Reynolds (1968)
- Il dito più veloce del West (Support Your Local Sheriff!), regia di Burt Kennedy (1969)
- Un rebus per l'assassino (The Last of Sheila), regia di Herbert Ross (1973)
- L'uomo terminale (The Terminal Man), regia di Mike Hodges (1974)
- Il tesoro di Matecumbe (Treasure of Matecumbe), regia di Vincent McEveety (1976)
- Solo quando rido (Only When I Laugh), regia di Glenn Jordan (1981)
- 60 minuti per Danny Masters (The Escape Artist), regia di Caleb Deschanel (1982)

### Televisione
- The Further Adventures of Ellery Queen – serie TV, episodi 1x20-1x21 (1959)
- The New Breed – serie TV, episodio 1x15 (1962)
- La parola alla difesa (The Defenders) – serie TV, 5 episodi (1961-1963)
- Ben Casey – serie TV, 2 episodi (1961-1964)
- Ai confini della realtà (The Twilight Zone) – serie TV, episodio 3x22 (1962)
- Gunsmoke – serie TV, episodio 7x25 (1962)
- The Nurses – serie TV, episodio 1x19 (1963)
- La grande avventura (The Great Adventure) – serie TV, episodio 1x09 (1963)
- L'ora di Hitchcock (The Alfred Hitchcock Hour) – serie TV, episodio 2x21 (1964)
- Bonanza – serie TV, episodi 6x17-13x16 (1965-1972)
- I giorni di Bryan (Run for Your Life) – serie TV, episodio 2x06 (1966)
- Notte di morte (Dead of Night), regia di Dan Curtis – film TV (1977)
- Così così (Another Day) – serie TV, 4 episodi (1978)
- Il brivido dell'imprevisto (Tales of the Unexpected) – serie TV, episodio 8x04 (1985)

## Riconoscimenti
- Premio Oscar
  - 1982 – Candidatura alla miglior attrice non protagonista per Solo quando rido

## Doppiatrici italiane
- Vittoria Febbi in Il tesoro di Matecumbe, Solo quando rido
- Dhia Cristiani in Costretto ad uccidere